# Bactrocera paraxanthodes
Bactrocera paraxanthodes är en tvåvingeart som beskrevs av Drew och Albany Hancock 1995. Bactrocera paraxanthodes ingår i släktet Bactrocera och familjen borrflugor. Inga underarter finns listade.